# Xenopterella beameri
Xenopterella beameri är en tvåvingeart som beskrevs av Steyskal 1965. Xenopterella beameri ingår i släktet Xenopterella och familjen lövflugor.
Artens utbredningsområde är Arizona. Inga underarter finns listade i Catalogue of Life.